# Garra longipinnis
 Garra longipinnis és una espècie de peix cipriniforme de la família dels ciprínids que es troba a Oman.